# Станціонний-Полевський
Станціо́нний-Полевськи́й (рос. Станционный-Полевское) — селище у складі Полевського міського округу Свердловської області.
Населення — 1007 осіб (2010, 1110 у 2002).
Національний склад станом на 2002 рік: росіяни — 91 %.